# Leyla Belyalova
Leyla Belyalova (uzbeka: Leylya Enverovna Belyalova; nacida en 1957) es una académica y ecologista uzbeka. Por su trabajo para promover y proteger los ecosistemas de Uzbekistán, la BBC la reconoció como una de sus 100 mujeres en 2018.

## Carrera
Belyalova actualmente se desempeña como profesora asociada en el departamento de ecología de la Universidad Estatal de Samarcanda.
El trabajo de campo más notable de Belyalova incluye la prospección, el seguimiento y la conservación en el embalse de Kattakurgan y la Reserva Natural Estatal de Zarafshan. También se destaca por su promoción de la importancia del paso de Amankutan, en la cordillera occidental de Pamir-Alay, como un sitio importante para la flora y fauna uzbeka.
A través de su trabajo con la Sociedad Uzbeka para la Protección de las Aves (uzbeko: O'zbekistan Qushlarini Muhofaza Qilish Jamiati, UzSPA), Belyalova ha jugado un papel decisivo en la identificación de lugares en todo Uzbekistán que cumplen con los criterios para ser reconocidos como Áreas Importantes para las Aves y la Biodiversidad (IBA) y Áreas Clave para la Biodiversidad (KBA) y obtener apoyo práctico y financiero para que el gobierno uzbeko las reconozca formalmente.
Belyalova también es miembro del comité ejecutivo de la UzSPA.

## Reconocimiento
En 2018, Belyalova ocupó el tercer lugar en el concurso anual Mujer del Año de Uzbekistán. Ese mismo año, fue nombrada una de las 100 mujeres de la BBC por "buscar proteger la avifauna y los ecosistemas montañosos de Uzbekistán".
Belyalova ha sido reconocida como "héroe de la naturaleza" por Bird Life.
La UzSPA elogió a Belyalova por su papel al liderar "el primer intento de una organización benéfica ambiental en nuestra región para preservar a largo plazo la vida silvestre de un sitio de importancia internacional".